# Technophilie
In seiner einfachsten Definition ist Technophilie gleichbedeutend mit einer starken Begeisterung für Technik, insbesondere für neue Technologien wie Computer, Internet, Mobiltelefone und Heimkino. Sie wird gegenwärtig nicht als eine psychische Befindlichkeit oder Störung beschrieben, sondern gilt weitgehend als kulturell normal und selbstverständlich. Teils wird der Begriff in der Soziologie verwendet, um die Wechselwirkung von Person, Gesellschaft und Technik zu beschreiben.
Der in der kritischen Gesellschaftstheorie gelegentlich gebrauchte Begriff der Technophilie beschreibt ein Syndrom der „Technikgläubigkeit“. Es steht in Bezug zu der von Erich Fromm beschriebenen Nekrophilie im Sinne der Liebe zum Toten, Technischen und Mechanischen und kann sich in der undifferenzierten Begeisterung für technologische Innovation zeigen.
Die Beziehung zwischen Technik und Gesellschaft wird unter zwei konträren Gesichtspunkten beschrieben: Technikgläubigkeit (Technophilie) und Technikfeindlichkeit (Technophobie). Während die eine Position die Errungenschaften der Technik glorifiziert und oftmals glaubt, die als negativ bewerteten Folgen der Technik mit technischen Mitteln heilen zu können, betrachtet die zweite Position Technik als ein destruktives Mittel der Gesellschaftsgestaltung, das zu einem Prozess der Entmenschlichung führt und in letzter Konsequenz für den Menschen schädlich ist. Eine dritte Position ergänzt diese konträren Positionen mit dem versöhnlichen Konzept einer lebens- und umweltdienlichen Technik, die nach Kriterien der „Ökoeffektivität“ entwickelt und eingesetzt wird.
Der spanische Soziologe Manuel Castells hat in seinem dreibändigen Werk über das Informationszeitalter die veränderten Wechselwirkungen zwischen Technik und der Gesellschaft untersucht.